# ماتاهاری
ماتاهاری (انگلیسی: Matahari) شرکت خرده‌فروشی اندونزیایی است، که در سال ۱۹۵۸ تأسیس شد.